# Bombita de agua

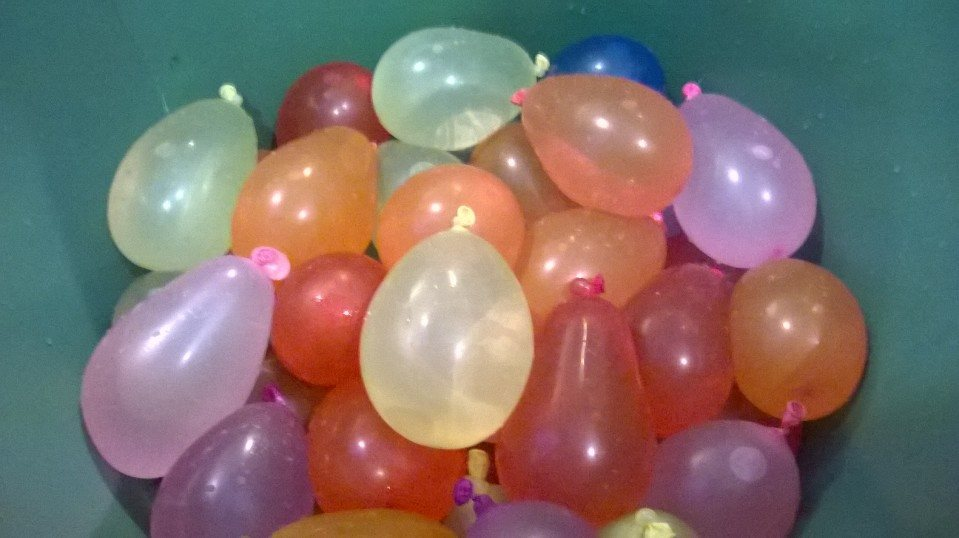
Bombitas de agua cargadas y listas

Una bombita de agua es un globo, a menudo hecho de látex, lleno con agua que se utiliza en actividades recreativas de verano. También son populares en celebraciones como el Holi y el Carnaval en India, Nepal y otros países.

## Tipos
Las bombitas de agua varían en tamaños desde 40 hasta 100 mm (1+1⁄2 a 4 pulgadas), aunque hay disponibles tamaños más grandes. Por lo general, se venden en grandes cantidades y a menudo incluyen una boquilla de llenado en el paquete. [cita requerida]
Muchas marcas de bajo costo utilizan globos pequeños y boquillas genéricas que suelen ser difíciles de usar.[cita requerida]

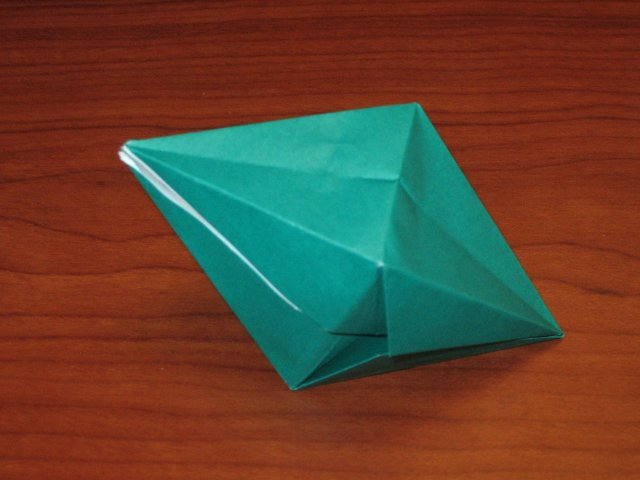
Bombita octaédrica de papel

Otro tipo de bombita de agua es una hoja de papel doblada para formar un recipiente capaz de contener agua. Estos se llenan y se utilizan de manera similar a las versiones de látex.
Los globos de cumpleaños pueden usarse como bombitas de agua, pero no son más adecuados porque el grosor de la pared es diferente. Una bombita de agua está diseñada para llenarse hasta el tamaño aproximado de una pelota de béisbol en forma de pera (para facilitar su lanzamiento), mientras que algunos globos de cumpleaños, cuando se llenan con agua, pueden alcanzar el tamaño de una pelota de baloncesto; esto es desventajoso porque esos globos son más difíciles de manejar y generalmente requieren ambas manos. [cita requerida]
Principalmente por razones de seguridad, las paredes de las bombitas de agua están diseñadas para ser lo suficientemente gruesas como para sostenerse sin estallar, pero lo suficientemente delgadas como para romperse al impactar. [cita requerida]
Las bombitas de agua reutilizables son una alternativa a las tradicionales de un solo uso. Estos minimizan el impacto ambiental y facilitan la limpieza, además de ser más eficientes para llenar. Sin embargo, suelen ser más costosas. Existen diversos tipos, incluyendo esferas que se cierran magnéticamente y bolas de tela absorbente.[cita requerida]

## Riesgos
Las bombitas de agua lanzadas a mano durante un combate presentan poco riesgo de lesión. Sin embargo, hay múltiples informes de lesiones oculares causadas por bombitas de agua lanzadas con gomeras, que pueden aumentar la energía del impacto al nivel de una bala de rifle. También se han reportado lesiones y daños a la propiedad cuando una bombita es lanzada desde o hacia un vehículo en movimiento.

## Dispositivos para llenar y atar

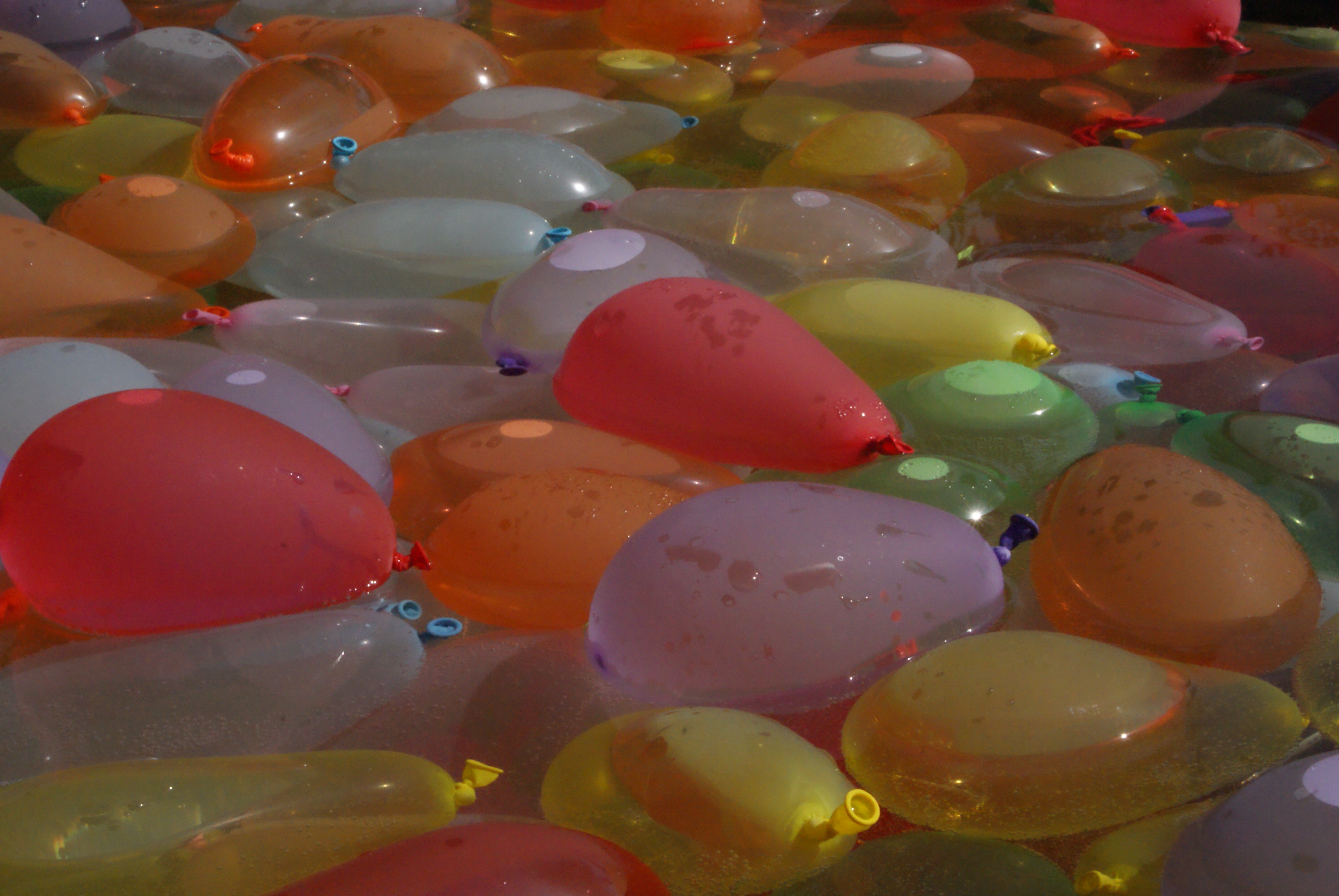
Bombitas puestas sobre un balde con agua para evitar que se pinchen

Las bombitas de agua pueden llenarse con agua utilizando una variedad de dispositivos. El método más común consiste extender y enganchar la abertura de la bombita sobre el pico de una canilla o de una manguera y dejar que el agua la llene. Una vez llena, la bombita se retira cuidadosamente y se ata para evitar que el agua se escape.
Existen dispositivos diseñados para facilitar el llenado y atado de bombitas de agua. Por ejemplo, algunos kits incluyen boquillas que se ajustan a la manguera y permiten llenar varias bombitas a la vez. Otros dispositivos ayudan a atar las bombitas rápidamente sin necesidad de hacer un nudo manualmente.

## Impacto ambiental
El uso de bombitas de agua desechables plantea preocupaciones ambientales debido a los desechos de látex que quedan después de su uso, que pueden tardar años en descomponerse. Por ello, se recomienda recoger y desechar adecuadamente los restos de bombitas después de su uso.
Las bombitas de agua reutilizables, hechas de materiales como silicona o tela absorbente, ofrecen una alternativa más ecológica. Estas pueden llenarse y usarse repetidamente, reduciendo la cantidad de desechos generados.[cita requerida]

## Galería

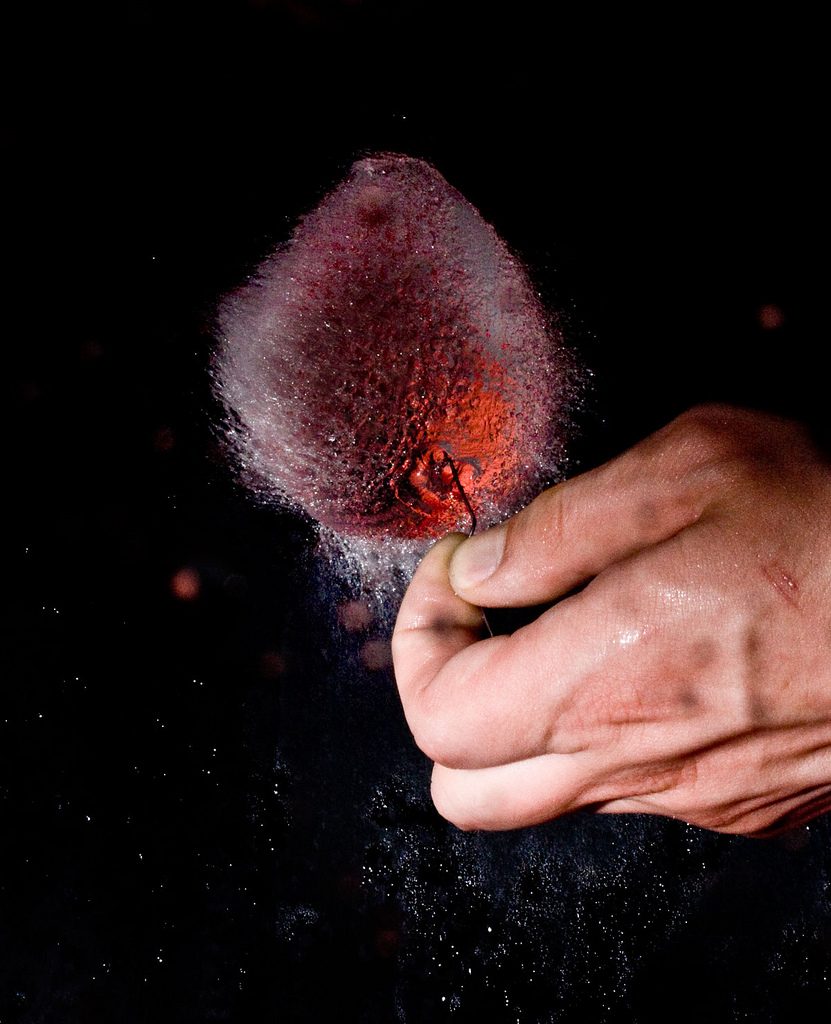
Pinchazo de una bombita
- Captura de alta velocidad del impacto